# 阿克塞尔·韦格纳
阿克塞尔·韦格纳（德語：Axel Wegner，1963年6月3日—），德国男子射击运动员。他曾代表东德、德国参加1988年、1992年、1996年、2004年和2008年夏季奥林匹克运动会射击比赛，获得一枚金牌。